# Systropus ammophiloides
Systropus ammophiloides är en tvåvingeart som beskrevs av Townsend 1901. Systropus ammophiloides ingår i släktet Systropus och familjen svävflugor. Inga underarter finns listade i Catalogue of Life.